# Nicolas Bourbon

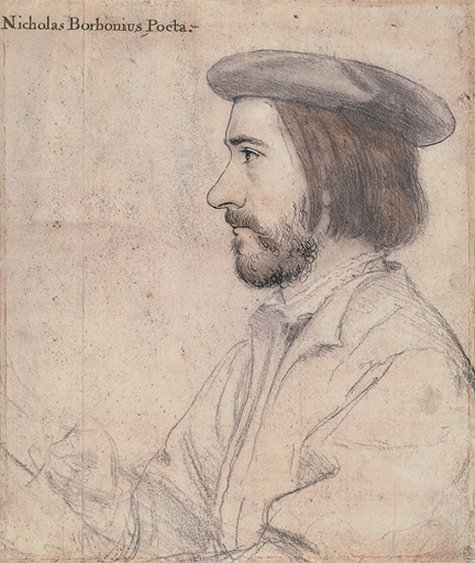
Nicolas Bourbon, ritratto di Hans Holbein il Giovane

Nicolas Bourbon, detto "il vecchio" per distinguerlo dal pronipote Nicolas Bourbon "il giovane", (1503 circa – 1550 circa) è stato un poeta francese neolatino, sopravvissuto all'Inquisizione, amico di Holbein e Rabelais e tutore di Giovanna di Navarra.

## Biografia
Iniziò a scrivere versi in latino in età molto giovane. Una delle sue prime poesie, De Ferraria, riguardava le sue origini e la sua città natale di Vandeuvre, nota dal XV secolo per le sue fucine dove si fabbricavano palle di cannone.
Fu precettore in diverse importanti famiglie, tra cui quella del cardinale de Tournon. Insegnò materie umanistiche ad Amiens, Langres e Troyes. Pubblicò le sue prime poesie nel 1529 in una raccolta intitolata Vandoperani, campani, epigrammata dove si mescolavano epigrammi, inni, dialoghi ed epistole. Nel 1533 proseguì con la prima edizione delle sue Nugae, o Bagatelles, che attirò su di lui l'ira delle autorità religiose. Questo libro contiene infatti un'opera teatrale, In laudem Dei optimi maximi, in cui Nicolas Bourbon, senza spingersi fino ad aderire alle idee di Lutero, si dichiara favorevole alla riforma. Inoltre, si riteneva di rilevarvi una condanna contro il temuto Noël Béda, fiduciario della Sorbona e grande uccisore di eretici. Questo bastò perché Nicolas Bourbon venisse messo in prigione. Nonostante gli appelli che lanciò ai suoi tanti protettori e nonostante un ordine del re di metterlo "fuori dalle prigioni Borboniche", la sua liberazione avvenne dopo molto tempo. Quindi rivolse una petizione al cardinale Giovanni di Lorena:
Liberato infine da Francesco I, verso l'inizio del 1535, si rifugiò in Inghilterra. Lì beneficiò della protezione di Anna Bolena, ex dama d'onore di Claudia di Francia e seconda moglie di Enrico VIII. Sostenitrice della riforma evangelica moderata, aiutò Nicolas Bourbon a trovare lavoro come precettore. Nella cerchia delle persone da lui frequentate ebbe modo di conoscere  Hans Holbein il Giovane, che faceva il suo secondo soggiorno alla corte inglese e che disegnò il suo ritratto. Nicolas Bourbon, che nutriva per lui una grande ammirazione, lo definì l'" Apelle del nostro tempo".
Tornato in Francia, nel 1536, si stabilì a Lione, dove frequentò il gruppo di poeti e umanisti inizialmente riuniti intorno a Étienne Dolet e conosciuti come la "scuola lionese", tra cui Jean Voulté, Eustorg de Beaulieu, Gilbert Ducher e Symphorien Champier. Vi incontrò François Rabelais, anch'egli vittima di problemi con le autorità religiose dalla pubblicazione del Pantagruel nel 1532, al quale rivolse questa esortazione: 
(Nicolas Bourbon)
Nel 1538, Nicolas Bourbon pubblicò una seconda edizione delle sue Nugae, ampliata con numerosi pezzi ma ridotta dalle sue epistole compromettenti. Poi, intorno al 1540, entrò nella casa di Margherita d'Angoulême come precettore di sua figlia, Giovanna di Navarra. Senza dubbio incontrò poi altri poeti che ruotavano attorno alla regina, come Clément Marot che, tra i testi introduttivi della sua Adolescenza clementina, aveva posto un epigramma di "Bourbon, detto Borbonius, poeta lionese".